# Brahmanbaria (Distrikt)
Der Distrikt Brahmanbaria (Bengalisch: ব্রাহ্মণবাড়িয়া জেলা, Brāhmaṇabāṛiẏā jelā) ist ein Verwaltungsdistrikt im südöstlichen Bangladesch in der Division Chittagong. Die Distriktshauptstadt ist der namensgebende Ort Brahmanbaria. Der Distrikt hat 2.840.498 Einwohner (Volkszählung 2011).

## Geografie
Der 1881,16 km² große Distrikt grenzt im Norden an die Nachbardistrikte Kishorganj und Habiganj, im Osten ebenfalls an Habiganj und an den indischen Bundesstaat Tripura, im Süden an den Nachbardistrikt Kumilla und im Westen an Narsingdi, Narayanganj, abermals an Kishorganj und den Fluss Meghna.
Die wichtigsten Flüsse sind der Meghna, Titas, Buri und Haora.

### Natur und Tierwelt
Die Vegetation entspricht der des gesamten Unterlaufs der Ganges mit zahlreichen immergrünen Bäumen. Hinzu kommen Obstbäume, Palmen und Bananenstauden.
Zur Tierwelt gehören Schakale, Füchse, der bengalische Mungo, Zibetkatzen, Eichhörnchen und Fledermäuse. Hinzu kommen zahlreiche Vogelarten, Fische, Reptilien, zahlreiche Schlangenarten und Amphibien.

### Klima
Das Klima ist subtropisch und die Temperaturen schwanken zwischen 12,7 und 34,3 Grad Celsius. Die durchschnittliche jährliche Regenmenge beträgt 2551 mm. Die durchschnittliche Luftfeuchtigkeit beträgt meist mehr als 70 %. In den Monaten von November bis März fällt wenig Regen. Juni, Juli und August sind die Monate mit dem meisten Regen.
Aufgrund seiner Lage wird das Gebiet immer wieder von Zyklonen, Überschwemmungen und Flutwellen heimgesucht.

## Geschichte

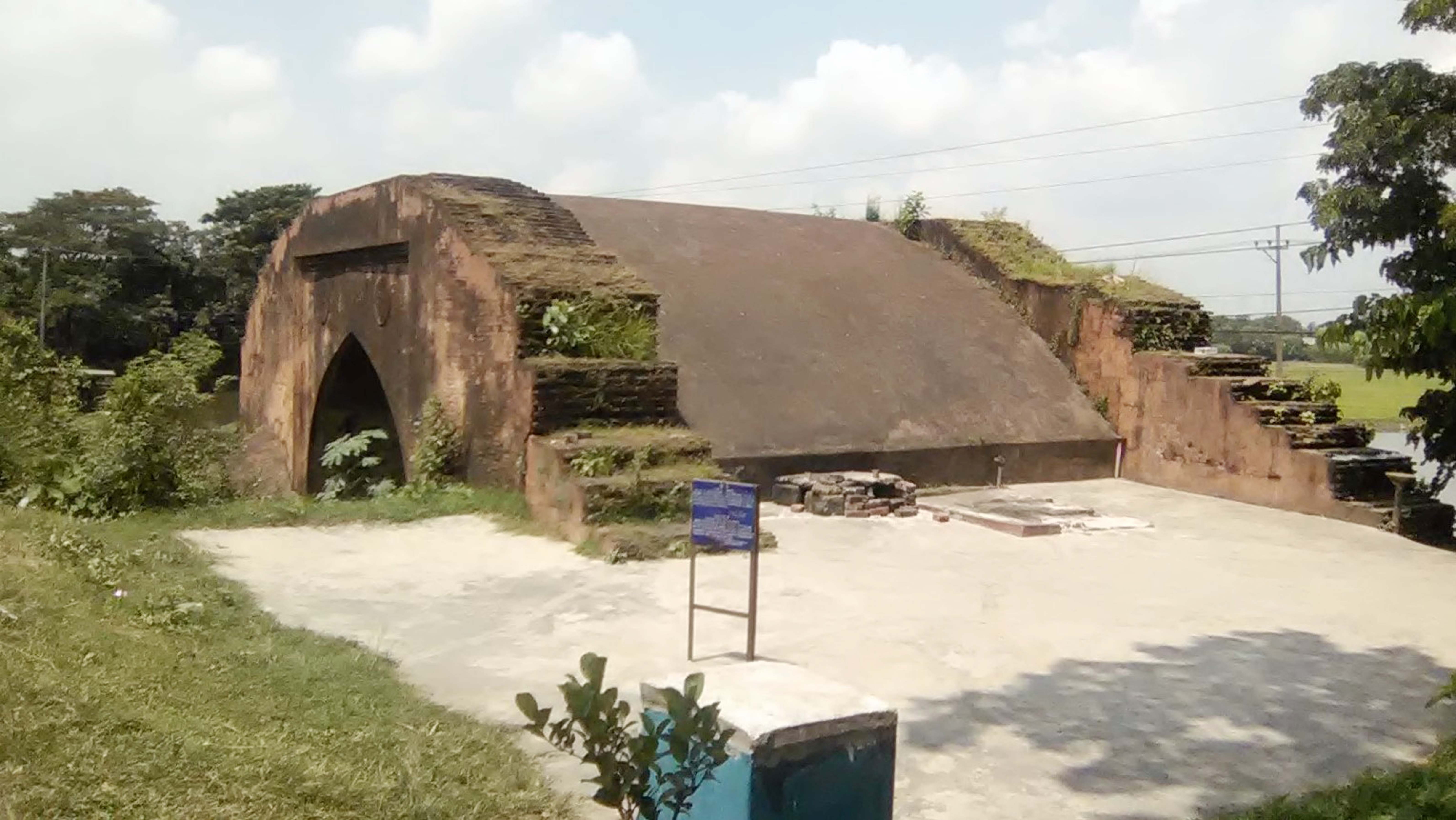
Straßenbrücke aus der Mogulzeit

Jahrhundertelang gehörte die Region zum Gupta-Reich. Nach dessen Untergang regierten verschiedene regionale, buddhistische Dynastien. Das letzte buddhistische Reich war Pala. Doch erreichte in der Spätzeit des Pala-Reichs der Hinduismus die Region. Das auf Pala folgende Königreich Sena war bereits hinduistisch geprägt. Doch bis zur Eroberung durch das Sultanat von Delhi im Jahr 1230 waren sowohl der Buddhismus und der Hinduismus weit verbreitet. Unter den verschiedenen Islamischen Dynastien – nach dem Sultanat von Delhi das Sultanat von Bengalen und das Mogulreich – verschwand der Buddhismus gänzlich. Während zwischen dem 13. und 15. Jahrhundert die Muslime langsam zur Mehrheit wurden, blieben Teile der Bevölkerung dem Hinduismus treu. Das heutige Gebiet des Distrikts war jahrhundelang zwischen dem Sultanat von Bengalen und seinem Nachfolger Mogulreich einerseits und dem Königreich Twipra (englisch Tippera) umkämpft. Von 1733 bis 1765 gehörte es zum Mogulreich und von 1765 bis 1947 zu Britisch-Indien als Teil der Chittagong-Division und des Distrikts Kumilla. Von 1947 bis 1971 war der Distrikt Teil von Ost-Pakistan in der Republik Pakistan. Beim Unabhängigkeitskrieg von Ost-Pakistan (heute Bangladesch) wurde das Gebiet im Dezember 1971 von bengalischen Truppen befreit. Am 5. Februar 1984 wurde der bisherige Subdistrikt Brahmanbaria unabhängig von Kumilla und ein eigener Distrikt.

## Bevölkerung

### Bevölkerungsentwicklung
Wie überall in Bangladesch wächst die Einwohnerzahl im Distrikt seit Jahrzehnten stark an. Dies verdeutlicht die folgende Tabelle:

### Bedeutende Orte
Einwohnerstärkste Ortschaft innerhalb des Distrikts ist der Distriktshauptort Brahmanbaria. Weitere Städte (Towns) sind Akhaura, Kasba und Nabinagar. Zudem haben Ashuganj, Banchharampur, Nasirnagar und Sarail mehr als 10000 Einwohner, aber keinen Town-Status. Die städtische Bevölkerung macht insgesamt nur 15,79 Prozent der gesamten Bevölkerung aus. Die neun Subdistriktshauptorte zählen an Einwohnern:

## Verwaltung
Der Distrikt Brahmanbaria ist derzeit in neun Upazilas unterteilt: Akhaura, Ashuganj, Banchharampur, Bijoynagar, Brahmanbaria Sadar, Kasba, Nabinagar, Nasirnagar und Sarail. Innerhalb dieser Verwaltungsunterteilung gibt es vier selbstverwaltende Städte (municipalities), 100 Union Parishads (Dorfräte) und 1323 Dörfer.

## Wirtschaft
Insgesamt gibt es (2011) 1.996.164 Personen, die älter als 10 Jahre alt sind. Von diesen sind 627.928 Personen in der Schule, 23.087 Menschen auf Arbeitssuche und 723.436 Menschen arbeiten in einem Haushalt. 621.713 Personen sind erwerbstätig. Davon arbeiten 331.279 (=53,3 Prozent) Personen in Landwirtschaft und Fischerei, 60.555 in der Industrie und 229.879 Menschen im Bereich Dienstleistungen.
Landwirtschaftliche Haupterzeugnisse sind Reis, Jute, Weizen, Senfkörner, Kartoffeln, Knoblauch und Chili. Als am meisten verbreiteten Obstsorten gelten Mangos, Jackfrucht, Papayas, Kokosnüsse, Bananen und Limonen. Die Hauptexporterzeugnisse sind Jute, Reis, Senfkörner, Gemüse, Baumwoll- und Lederprodukte.

## Gesundheit
Es gibt ein einziges Krankenhaus und in jedem Unterbezirk ein Gesundheitszentrum. Auf örtlicher Ebene gibt es zudem kleinere Gesundheitszentren und Familienplanungszentren.

## Verkehr
Im ganzen Distrikt gibt es zwar mehrere Bahnlinien. Dennoch wickelt sich der regionale Verkehr meist mit Autorikschas und Kleinbussen und der überregionale Verkehr mit Bussen ab. Wegen der Lage am Meer und zahlreichen Flüssen ist in Teilen des Distrikts zudem der Wassertransport wichtig.